# یانه سالی
یانه سالی (فنلاندی: Janne Salli؛ زادهٔ ۱۴ دسامبر ۱۹۷۷) بازیکن فوتبال اهل فنلاند بود.
از باشگاه‌هایی که در آن بازی کرده‌است می‌توان به باشگاه فوتبال هاکا و باشگاه فوتبال بارنزلی اشاره کرد.
وی همچنین در تیم ملی فوتبال فنلاند بازی کرده‌است.